# Josefina Mateu
Josefina Mateu Ibars (Lérida, 9 de mayo de 1933-Barcelona, 25 de noviembre de 2015) fue una bibliotecaria española, catedrática de Paleografía y Diplomática. 

## Trayectoria
Hija de la bibliotecaria Josefina Ibars i Puigvert y del historiador valenciano Felip Mateu y Llopis, estudió Filosofía y Letras en la Universidad de Barcelona (UB). En 1960, Mateu se doctoró en la sección de Historia con la tesis titulada «Los virreyes de la antigua Corona de Aragón», dirigida por Jaume Vicens Vives, la cual recibió el Premio Ciudad de Barcelona de Tesis Doctorales en 1962.
Fue profesora de la Escuela de Bibliotecarias y colaboró de forma habitual con la revista Biblioteconomia, el boletín de la Escuela. Ingresó en el Cuerpo Facultativo de Archiveros, Bibliotecarios y Arqueólogos, siendo su primer destino en la Biblioteca Universitaria de Valencia. Más adelante pasó a trabajar en la Biblioteca Universitaria de Barcelona, de la que acabaría siendo su directora.
Durante los años 60 fue profesora en el Instituto Jaume Balmes. Posteriormente, fue catedrática de Paleografía y Diplomática, primero en la Universidad de Granada, ya partir de 1973 en la Universidad de Barcelona.
Su obra publicada abarca estudios relacionados con bibliotecas y archivos y sus fondos, así como estudios que giran en torno a la paleografía y la diplomática, con muchas colaboraciones en revistas y contribuciones en libros, aparte de algunos libros publicados.

## Obra
- Calero Palacios, María del Carmen; Mateo Ibars, Josefina. Aportación documental en torno al naufragio de la Armada Española en La Herradura (Almuñécar) Almuñécar, Granada : Ayuntamiento de Almuñécar, 1990. ISBN 84-500-1197-3
- Mateo Ibars, Josefina. Braquigrafía de sumas: estudio analítico en la traditio de algunos textos manuscritos, incunables e impresos arcaicos: (s. XIII-XVI) . Universidad de Barcelona, 1984. ISBN 84-7528-141-9
- Mateo Ibars, Josefina; Mateo Ibars, María Dolores. Colectánea paleográfica de la Corona de Aragón: siglos IX-XVIII . Universidad de Barcelona, 1980. ISBN 84-600-2108-4
- Mateo Ibars, Josefina. Paleografía de Andalucía oriental: álbum. Universidad de Granada, 1973-77.
- Mateo Ibars, Josefina; Mateo Ibars, María Dolores. Bibliografía paleográfica. Universidad de Barcelona, 1974. ISBN 84-600-1760-5.

## Reconocimientos
En 2020, Mateu fue incluida en el proyecto de la Subdirección General de Archivos Estatales titulado "Mujeres Investigadoras en los Archivos Estatales (1900-1970)", y que se encuentra en el Portal de Archivos Españoles (PARES). Esta iniciativa fue impulsada por el Ministerio de Cultura con el objetivo es reconocer y poner en valor las contribuciones de aquellas mujeres que desarrollaron investigaciones en los diferentes archivos estatales a principios del siglo XX.